# Walt Flanagan
Walter "Walt" Flanagan (23 de octubre de 1967 en Perth Amboy, Nueva Jersey) es un historietista y una personalidad televisiva estadounidense. Es amigo de infancia del director Kevin Smith, y (de acuerdo con el libro de Smith Silent Bob Speaks) fue Flanagan quien inició a Smith en el mundo de las historietas. Actualmente administra la tienda de cómics Jay and Silent Bob's Secret Stash en Red Bank, Nueva Jersey.
Nació en Perth Amboy, se crio en Highlands y vio estudios en la secundaria Henry Hudson Regional con Kevin Smith.
Flanagan es uno de los presentadores del podcast "Tell 'Em Steve-Dave!" junto a sus amigos Bryan Johnson y Brian Quinn. Flanagan también presenta el programa televisivo de AMC Comic Book Men, que se estrenó en febrero de 2012.